# Paul Huỳnh Đông Các
Paul Huỳnh Đông Các (Phước Sơn, 3 maggio 1923 – Ho Chi Minh, 3 giugno 2000) è stato un vescovo cattolico vietnamita.

## Biografia
Paul Huỳnh Đông Các nacque il 3 maggio 1923 a Phước Sơn, comune del distretto Tuy Phước nella provincia di Binh Dinh. La sua famiglia discende da André Nguyễn Kim Thông, uno dei martiri del Vietnam.
Iniziò gli studi presso il seminario minore Làng Sông a Quy Nhơn nel 1935 e successivamente studiò filosofia e teologia presso il seminario maggiore sempre a Quy Nhơn dal 1943 al 1945.
Fu ordinato prete nella cattedrale di Nha Trang il 17 maggio 1955 dal vescovo Marcel Piquet.
Dopo l'ordinazione sacerdotale fu nominato parroco per la parrocchia Tịnh Sơn nella provincia di Phu Yen. Dopo un anno, nel 1956 fu inviato a Roma per studiare presso il Pontificio Collegio Urbano dove conseguì il dottorato in diritto canonico nel 1959. In seguito venne inviato anche in Inghilterra e negli Stati Uniti, dove ottenne il master e il dottorato in letteratura inglese.
Tornato in patria nel 1966, l'anno successivo fu nominato direttore del seminario minore di Quy Nhơn fino al 1974.
Il 1º luglio 1974 papa Paolo VI lo nominò vescovo di Quy Nhơn. Ricevette l'ordinazione episcopale l'11 agosto 1974 nella Basilica di Notre-Dame di Saigon per imposizione delle mani del cardinale Agnelo Rossi. Fu il primo vescovo di Quy Nhơn ad essere originario proprio del territorio della diocesi.
Per la conferenza episcopale del Vietnam fu presidente del comitato per il clero e i seminaristi per due mandati dal 1980 al 1986.
Resse la diocesi per 25 anni, ritirandosi il 3 giugno 1999.
Morì a Ho Chi Minh il 3 giugno 2000 all'età di 77 anni.

## Genealogia episcopale e successione apostolica
La genealogia episcopale è:
- Cardinale Scipione Rebiba
- Cardinale Giulio Antonio Santori
- Cardinale Girolamo Bernerio, O.P.
- Arcivescovo Galeazzo Sanvitale
- Cardinale Ludovico Ludovisi
- Cardinale Luigi Caetani
- Cardinale Ulderico Carpegna
- Cardinale Paluzzo Paluzzi Altieri degli Albertoni
- Papa Benedetto XIII
- Papa Benedetto XIV
- Papa Clemente XIII
- Cardinale Bernardino Giraud
- Cardinale Alessandro Mattei
- Cardinale Pietro Francesco Galleffi
- Cardinale Giacomo Filippo Fransoni
- Cardinale Carlo Sacconi
- Cardinale Edward Henry Howard
- Cardinale Mariano Rampolla del Tindaro
- Cardinale Rafael Merry del Val
- Arcivescovo Duarte Leopoldo e Silva
- Arcivescovo Paulo de Tarso Campos
- Cardinale Agnelo Rossi
- Vescovo Paul Huỳnh Đông Các

La successione apostolica è:
- Vescovo Joseph Phan Văn Hoa (1976)